# Malte Welin
Jan Malte Erian Welin, född 30 mars 1896 i Rebbelberga i Kristianstads län, död 3 mars 1953 i Stockholm, var en svensk tidningsman, litteraturvetare och nazistisk aktivist.  

## Biografi
Malte Welin var son till läraren Justus Welin och Elna, född Svensson. Han var medarbetare i Sydsvenska Dagbladet Snällposten 1916–21 och Lunds Dagblad 1919–20, samt var korrespondent för flera andra svenska och utländska tidningar 1916–28. År 1921 blev Welin Filosofie kandidat vid Lunds universitet. Därefter var han verksam som lektor i svenska vid Wiens universitet 1923–28, där han promoverades till Filosofie doktor 1925.
Åren 1928 grundade Welin tidningen Vest-Svenska Dagbladet i Göteborg, vars redaktör han var fram till 1933. Under en kort period samarbetade Welin i denna roll med Svenska nationalsocialistiska partiet (SNS), under ledning av Birger Furugård; tidningen fungerade då som partiets organ. Under våren 1933 fick tidningen även stöd från Nazityskland, i form av 6000 prenumerationer. Åren 1933–40 var han därefter redaktör för Svenska rikstidningen, även den knuten till SNS.
År 1933 utsågs Welin till docent i nordisk litteratur vid Berlins universitet, efter att Carl David Marcus tvingats lämna sin tjänst året innan. Detta skedde i huvudsak tack vare Welins nazistiska övertygelse samt hans kontakter med Hermann Göring och inom det tyska utrikesministeriet, snarare än på grund av hans akademiska meriter. Utnämningen väckte stor uppmärksamhet i svensk press och mötte även motstånd inom Nazityskland, vilket ledde till att den drogs tillbaka innan Welin hann tillträda tjänsten.
Welin fortsatte under 1930-talet som nazistisk opinionsbildare i Sverige och grundade flera kortlivade nazistiska organisationer, däribland Nationella oppositionen, Stortysklands vänner i Norden, Nationalsocialistiska förbundet och Riksfronten. Från 1941 var han även svensk representant i Det nordiske nasjonalsocialistiske samband, en samarbetsorganisation för nordiska nazister som grundats av Vidkun Quisling. År 1941 var han inskriven som schütze i den tyska frivilligdivisionen 5. SS-Panzer-Division Wiking.
Welin var från 1925 gift med Birgit, född Möller (1896–1988). Han är gravsatt på Norra begravningsplatsen i Stockholm.